# 168년

## 연호
- 후한(後漢) 건녕(建寧) 원년

## 기년
- 후한(後漢) 환제(桓帝) 22년/후한(後漢) 영제(靈帝) 원년
- 신라(新羅) 아달라 이사금(阿達羅泥師今) 15년
- 고구려(高句麗) 신대왕(新大王) 4년
- 백제(百濟) 초고왕(肖古王) 3년

## 사건
- 1월 25일(음력 12월 28일), 후한, 환제(桓帝)가 붕어하였다. 황후의 아버지인 두무(竇武)가 태후에게 아뢰어 해독정후(解瀆亭侯) 유굉(劉宏)을 황제로 삼게 했는데, 이가 당시 12세의 영제(靈帝)이다. 당시 중상시(中常侍)였던 환관 조절(曹節)은 어린 유굉이 있는 곳으로 가서 궁궐로 모셔 왔다.
- 2월 17일, 영제가 즉위하였다. 영제는 할아버지 유숙(劉淑)을 효원황(孝元皇)으로, 그 부인 하씨(夏氏)를 효원황후(孝元皇后)로 추존했다. 아버지 유장을 효인황(孝仁皇)으로 추존하고, 그의 묘도 신릉(慎陵)이라 이름지었으며 어머니인 동씨를 진원귀인(慎園貴人)에 봉했다. 조절은 황제 옹립에 공을 세웠다 하여 장안향후(長安鄕侯)가 되었다. 황제가 아직 어렸으므로 조정의 실권은 환제의 세번째 황후인 환사황후 두묘(두태후)와 두씨의 아버지 두무(竇武)를 비롯한 그 일족과 두씨가 황후로 책봉었을 때 공을 세웠던 진번(陳蕃)이 쥐게 되었다.
- 음력 4월, 신라의 이찬 계원이 죽었다. 신라는 흥선을 이찬으로 삼았다.
- 음력 5월, 유구(劉矩)가 태위에 임명되었다.
- 환관 왕보(王甫)와 조절이 두태후를 섬기며 아첨을 일삼자, 두무와 진번은 이들을 제거하려 했다. 두 사람은 번갈아 태후에게 환관들을 제거할 것을 청했으나 태후가 계속 망설였기 때문에 실행에 옮기지 못했다.
- 음력 9월, 중상시 조절이 태부 진번, 대장군 두무, 상서령 윤훈(尹勳), 시중 유유(劉瑜), 둔기교위(屯騎校尉) 풍술(馮述)를 죽였다.
- 음력 11월, 일식이 일어나자, 태위 유구가 면직되었다.

## 탄생
- 조조 휘하의 장수 조인

- 손권의 모사 고옹

- 여남 태수 이통

## 사망
- 음력 4월: 후한의 재상 주경(周景)

## 참고 문헌
- 김부식 (1145), 《삼국사기》 〈권2〉 아달라 이사금 조(條)